# Pressesprecher

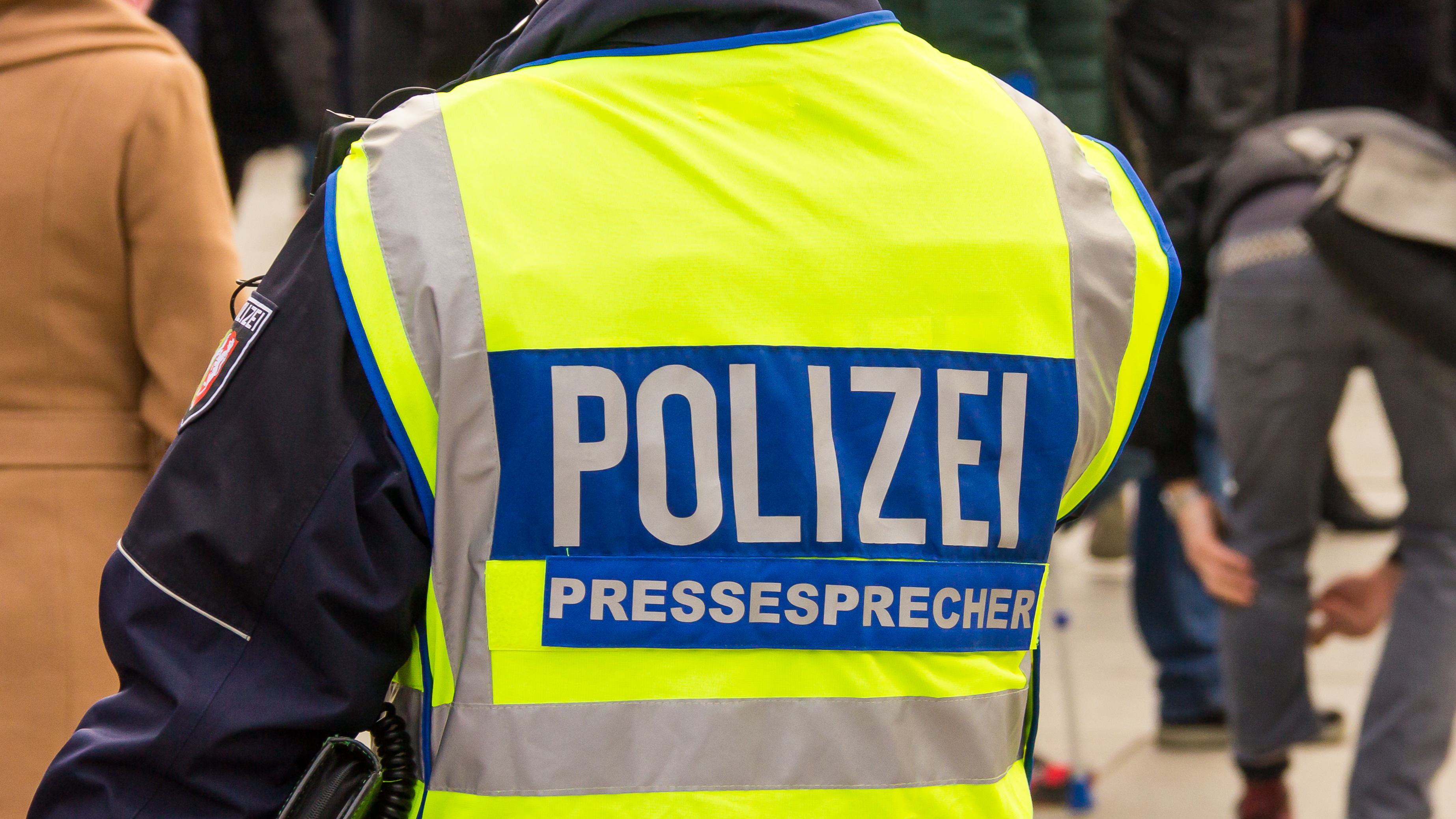
Pressesprecher der Polizei während einer Demonstration

Ein Pressesprecher übernimmt für ein Unternehmen oder eine andere Organisation (z. B. staatliche Behörden, Vereine) den Kontakt zur Presse und zu anderen Medien, was als Medienarbeit bezeichnet wird. Häufig ist der Pressesprecher Hauptansprechpartner für Journalisten. Bei Vereinen und Non-Profit-Organisationen findet auch die Presse- bzw. Medienarbeit oft ehrenamtlich statt. Da sie die Organisation bzw. Institution auch gegenüber anderen Medien (Fernsehen, Hörfunk, Internet) repräsentieren, nennt man sie auch Mediensprecher.

## Aufgaben
Die wichtigste Aufgabe eines Pressesprechers ist, den eigenen Arbeitgeber in der medialen Öffentlichkeit positiv darzustellen. Dies geschieht durch Belieferung der in Frage kommenden Redaktionen mit Pressemitteilungen und Stellungnahmen oder durch die Abhaltung von Pressekonferenzen und anderen Events (z. B. Preisverleihungen).
Gemäß den Pressegesetzen der deutschen Bundesländer besteht für die öffentliche Verwaltung zudem eine Auskunfts- bzw. Unterrichtungspflicht gegenüber der Presse. Bundesweit ist hierfür das Presse- und Informationsamt der Bundesregierung zuständig.
Der Pressesprecher ist in der Regel auch für Interviews zuständig. Bei bekannt gewordenen Fehlschlägen, die mit dem eigenen Arbeitgeber verknüpft sind, muss sich der Pressesprecher stellvertretend für diesen den Fragen der Journalisten stellen.
Zu den internen Aufgaben eines Pressesprechers gehört es, Broschüren und auch Reden zu schreiben. Ebenfalls Bestandteil der Arbeit des Pressesprechers ist das Zusammentragen, Analysieren und Bewerten von internen und externen Sachverhalten und die Erstellung von Reports, Strategiepapieren und Handlungsempfehlungen – nicht selten gegen organisationsinterne Widerstände. 
Die Medienauswertung und Medienresonanzanalyse sind grundlegende Tätigkeiten des Pressesprechers ebenso wie das frühzeitige Erkennen von medialen Krisen und die Beratung von Führungskräften in allen öffentlichkeitswirksamen Fragestellungen und Vorgängen. Dabei besitzt das Reputationsmanagement als Imagepflege die höchste Priorität innerhalb des Aufgabenfeldes eines Pressesprechers.

## Strukturen
In vielen westlichen Ländern ist der Pressesprecher ein etablierter Berufsstand mit einer größeren Zahl von Berufsvertretern. Häufig gibt es einen eigenen Berufsverband, der die gemeinsame Außendarstellung und Qualitätssicherung vertritt und Fortbildungen und Tagungen anbietet.
In Deutschland gibt es mehrere Fachzeitschriften, darunter pressesprecher (ISSN 1612-7668) und PR Magazin. Darüber hinaus gibt es auch einen von Journalisten gewählten Pressesprecher des Jahres. Bewertet wird nach den Kriterien professioneller Umgang, journalistische Fähigkeiten und Informationsniveau. Seit 2007 fördert der Bundesverband der Kommunikatoren den Pressesprechernachwuchs durch Auszeichnung herausragender Abschlussarbeiten und bemerkenswerter Dissertationen.

## Ausbildung und Lehre
Public Relations wird heute an Universitäten und Fachhochschulen gelehrt, eine Ausbildung ist zudem in PR-Volontariaten in Unternehmen oder Agenturen möglich. Im Juli 2010 existierten in Deutschland elf PR-Masterstudiengänge, davon drei an Universitäten, fünf an Fachhochschulen sowie drei berufsbegleitende Angebote. An vielen Universitäten ist Public Relations Lehrbestandteil kommunikations- und medienwissenschaftlicher Bachelorstudiengänge. Teilweise kann PR als Studien- oder Vertiefungsschwerpunkt gewählt werden.
Durch die wachsende Relevanz von Tätigkeiten, die unter dem Begriff Öffentlichkeitsarbeit subsumiert werden können, schreitet auch die Professionalisierung des Tätigkeitsbereiches weiter voran. Damit einhergehend steigen auch die Anforderungen an zukünftige PR-Fachkräfte. Rekrutierten sich etwa in den 1980ern gerade einmal 41 % der PR-Fachkräfte aus Akademikern, stieg dieser Anteil Mitte der 1990er auf 79 % an und lag im Jahre 2012 bereits bei 83 %.
Neben einem Abschluss in einem Studiengang mit explizitem PR-Bezug und anschließendem Volontariat bzw. Trainee-Programm stehen zudem zahlreiche Einstiegs- und Qualifizierungswege vor allem für Hochschulabsolventen, aber auch Quereinsteiger aus anderen Berufsfeldern, zur Wahl. So können unterschiedliche Abschlüsse und Zertifikate erworben werden, die nach entsprechenden Lehrgängen und Prüfungen ausgestellt werden. Die wichtigsten Institutionen, die solche Lehrgänge und Zertifikate anbieten und ausstellen, sind auf Initiative diverser größerer PR-Verbände ins Leben gerufen worden. Einer der wichtigsten Ansprechpartner hierzu ist die Akademie für Kommunikationsmanagement e. V., sowie die Prüfungs- und Zertifizierungsorganisation der deutschen Kommunikationswirtschaft (PZOK), die von den drei großen Kommunikationsverbänden Bundesverband der Kommunikatoren, Deutsche Public Relations Gesellschaft und Gesellschaft der Public Relations Agenturen gegründet wurde. Weiterhin kann seit 2005 über die IHK Köln der Abschluss Fachwirt/in Public Relations erworben werden.
Qualifizierungsmöglichkeiten werden zudem in Kompaktseminaren (z. B. durch das Deutsche Institut für Public Relations e. V.), Vollzeitlehrgängen (z. B. an der Journalistenakademie), berufsbegleitenden Lehrgängen (z. B. über die Deutsche Presseakademie), in berufsbegleitenden Studiengängen (z. B. an der Leipzig School of Media) oder auch als Fernlehrgang an verschiedenen zertifizierten Fern-Universitäten und -Schulen angeboten.